# بامبي (فلم)
بامبي (بالإنجليزية: Bambi) هو فيلم رسوم متحركة للمخرج دافيد هاند، عرض أول مرة في 13 أغسطس عام 1942. بامبي هو خامس فيلم كرتوني كلاسيكي انتجته والت ديزني. يعتبر الفيلم من أفضل الأفلام الأمريكية على مر التاريخ وكثير مايذكر الفيلم واحداثه في المسلسلات والأفلام الأمريكية إلى الآن . في 2008 رشحه معهد الفيلم الأمريكي في قائمة أفضل عشرة أفلام كلاسيكية بعد تصويت 1500 شخص من الCreative Comunity.

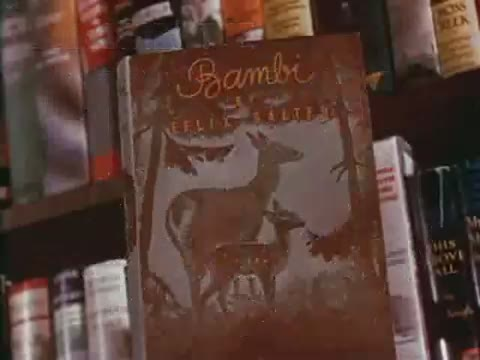
كتاب عن قصة بامبي

## قصة الفيلم
عن غزال صغير يولد في الغابة ويضحى أمير الغابة كوالده ويصير صديق للحيوانات منهم ثمبر الارنب ومعاً يكتشفا أسرار الغابة، وتموت أمه على أيدى الصيادين ويقابل فالين صديقة قديمة من أيام الطفولة وسرعان ما يقعا في الحب وبعدها يقوم حريق في الغابة ويقوم بامبي بإنقاذ فالين والهروب من الصيادين.

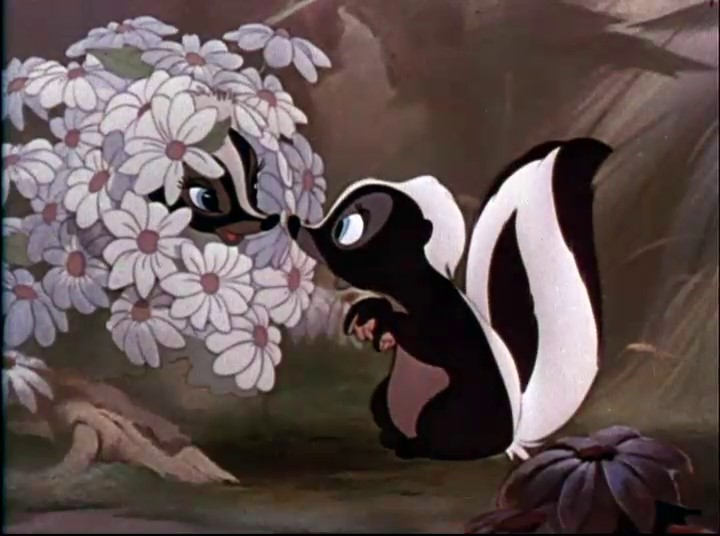
لقطة من الفيلم

## الأداء الصوتي
بامبي الرضيع: بوبي ستيوارت
بامبي الصغير:دوني داناجان
بامبى الكبير: هاردي البريت
أم بامبي:بولا وينسلو
ثمبر الارنب الصغير: بيتر بهن
ثمبر الارنب الكبير:تيم دافيس
السيدة سمان:ثيلما بوردمان
فالين: كامي كينج

## النسخة العربية
تمت دبلجت الفيلم مرتين الأول كانت باللهجة المصرية والثانية بالعربية الفصحى.

## الجوائز
رُشح لجوائز الأوسكار في:
- فئة أفضل أغنية
- فئة أفضل موسيقى
- فئة أفضل صوت

حاز على الجائزة الخاصة من جائزة غولدن غلوب في 1948

## انظر أيضاً

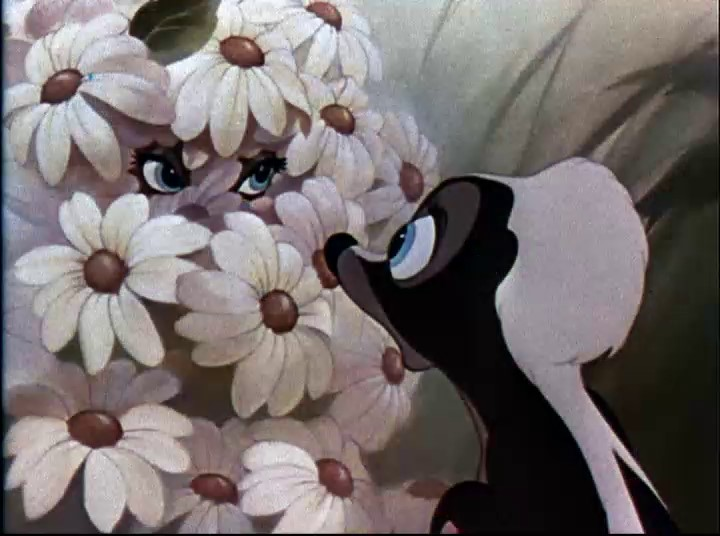
لقطة من الفيلم 2

## روابط إضافية
- الموقع الرسمي
- مقالات تستعمل روابط فنية بلا صلة مع ويكي بيانات